# Plus loin !
Plus loin ! est une mélodie d'Augusta Holmès composée en 1893.

## Composition
Augusta Holmès compose Plus loin ! en 1893 sur un poème écrit par elle-même. L'œuvre, en do  mineur pour mezzo-soprano ou baryton, est dédiée à Manoël de Grandfort. L'illustration est due à P. Borie et la mélodie a été publiée aux éditions Grus.